# Fab Four Suture
Fab Four Suture es un álbum recopilatorio de la banda inglesa de art pop Stereolab, editado en el año 2006. Este lanzamiento compila seis singles y sus lados B que fueron editados entre 2005 y 2006.

## Lista de temas
1. "Kyberneticka Babicka, Pt. 1" – 4:31
2. "Interlock" – 4:10
3. "Eye of the Volcano" – 4:16
4. "Plastic Mile" – 5:11
5. "Get a Shot of the Refrigerator" – 4:23
6. "Visionary Road Maps" – 3:35
7. "Vodiak" – 3:19
8. "Whisper Pitch" – 3:55
9. "Excursions Into 'Oh, A-Oh'" – 5:27
10. "I Was a Sunny Rainphase" – 3:27
11. "Widow Weirdo" – 4:31
12. "Kyberneticka Babicka, Pt. 2" – 4:56